# Max Azria
Max Azria (Sfax, 1º gennaio 1949 – Houston, 6 maggio 2019) è stato uno stilista francese, di origini tunisine.
Ha fondato il marchio di abbigliamento BCBGMAXAZRIA ed è stato il principale stilista, direttore ed amministratore delegato di BCBGMAXAZRIAGROUP (nella quale la moglie Lubov Azria è direttrice creativa), un'azienda che incorpora oltre venti case di moda. Ha vissuto a Holmby Hills, Los Angeles. Aveva sei figli, tra cui Joyce Azria, nominata direttore creativo di BCBGeneration nel 2009.

## Carriera

Il logo di BCBGMAXAZRIA.

Max Azria è nato a Sfax, in Tunisia,, il più giovane di sei figli. Da bambino è stato educato nel sud est della Francia, prima che la sua famiglia si trasferisse a Parigi nel 1963. Dopo aver lavorato per undici anni a Parigi come disegnatore di moda femminile, Azria si è trasferito a Los Angeles nel 1981 e ha fondato Jess, una serie di boutique di abbigliamento femminile.
Nel 1989 Azria fonda il marchio BCBGMAXAZRIA, che prende il nome dalla frase in francese "bon chic, bon genre", traducibile come "buono stile, buon atteggiamento". Nel 1996 in occasione della settimana della moda di New York viene presentato il marchio BCBGMAXAZRIA Runway. Nel 1998 Azria entra a far parte del Council of Fashion Designers of America (CFDA).

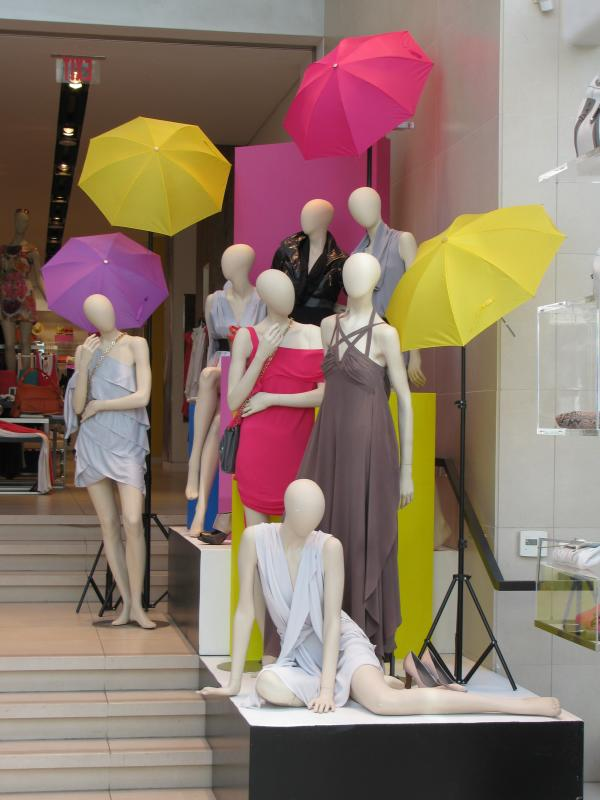
Max Azria's Collection.

Inoltre, mantiene due collezioni di design eponime: Max Azria Atelier e Max Azria. Lanciata nel febbraio 2004, Max Azria Atelier è una collezione di abiti di alta moda creati per le celebrità e per eventi da red carpet. Sharon Stone, Halle Berry, Fergie ed Alicia Keys li hanno indossati in diverse occasioni. Nel febbraio 2006 debutta il marchio Max Azria, più orientato verso il prêt-à-porter ed indossato da Angelina Jolie nel 2009
Nel 1998 Azria rileva la casa di moda Hervé Léger, segnando la prima occasione in cui uno stilista americano ha rilevato una casa di moda francese. Nel 2007 il marchio Hervé Léger viene rilanciato con il nome Hervé Léger by Max Azria, e lo indossano Beyoncé Knowles, Jennifer Lopez, Catherine Zeta-Jones e Kate Winslet in varie occasioni mondane.
Nell'autunno 2008 Max Azria presenta i marchi BCBGMAXAZRIA Runway, Max Azria ed Hervé Léger by Max Azria in occasione della settimana della moda di New York. È la prima volta che uno stilista americano organizza tre differenti sfilate durante un'unica settimana della moda.
Nel 2008 comincia ad essere commercializzato il nuovo marchio del gruppo BCBGeneration, destinato ad un pubblico giovane. A giugno 2009, insieme a Miley Cyrus, per la quale aveva disegnato gli abiti del tour 2009, Azria crea una collezione moda venduta da Walmart e chiamata Miley Cyrus & Max Azria.